# Либідь (видавництво)
Державне спеціалізоване видавництво «Ли́бідь» — українське видавництво, засноване в 1835 році при Університеті св. Володимира.

## Історія
Перша світська друкарня міста. У 1973—1989 роках — частина ВО «Вища школа». Головний офіс у м. Київ: вул. Юрія Іллєнка, 63. Спеціалізується на випуску оригінальних підручників, наукової літератури та навчальних посібників, довідників.
З листопада 2022, згідно Наказу Держкомтелерадіо, видавництво ліквідовано. В лютому 2023 року підприємство оголошено банкрутом. Голова комісії з припинення діяльності підприємства – Поночовний Сергій Володимирович.
На даний час на сайті видавництва проводиться розпродаж накладів минулих років.

## Окремі видання
- Українська література у портретах і довідках: Давня література — література XIX ст.